# Șahtarske, Ivanîci
Șahtarske (în ucraineană Шахтарське) este un sat în comuna Bujanka din raionul Ivanîci, regiunea Volînia, Ucraina.

## Demografie
Componența lingvistică a localității Șahtarske
     Ucraineană (98,28%)
     Rusă (1,72%)
Conform recensământului din 2001, majoritatea populației localității Șahtarske era vorbitoare de ucraineană (98,28%), existând în minoritate și vorbitori de rusă (1,72%).